# La gata (2014)
La gata (no Brasil: A Gata) é uma telenovela mexicana produzida por Nathalie Lartilleux para a Televisa e exibida pelo Las Estrellas entre 5 de maio a 19 de outubro de 2014 em 121 capítulos, sucedendo Por siempre mi amor e antecedendo Muchacha italiana viene a casarse.
Baseada no romance mexicano homônimo de Inés Rodena.
Foi protagonizada por Maite Perroni e Daniel Arenas; com atuações estelares de Erika Buenfil e Manuel Ojeda; e antagonizada por Laura Zapata, Juan Verduzco, Monika Sánchez, Paloma Ruiz e Alejandra Robles Gil.

## Enredo
Esmeralda (Patrícia Maqueo), a quem todos conhecem como “A Gata”, cresceu em uma comunidade pobre e em condições miseráveis; desde pequena mora com dona Rita (Pilar Pellicer), que a explora mandando-a às ruas para vender doces ou pedir esmolas para ter direito à comida e ao teto onde possa dormir. Ainda na infância, torna-se amiga de Paulo (José Eduardo Álvarez), um garoto rico que sente um grande carinho por ela e trata de ajudá-la, mas, às escondidas de Lorena (Laura Zapata), sua mãe, que despreza “A Gata”, já que seus preconceitos sociais a levam a discriminar as pessoas humildes e sem estudo.
Com o tempo, Esmeralda (Maite Perroni) torna-se uma bela mulher e, mesmo que ainda continue muito pobre, aprendeu a se arrumar para Paulo (Daniel Arenas), para que ele a veja bonita. Ambos cresceram juntos, no entanto, Paulo se nega a admitir que sinta por ela algo mais que carinho, mas quando aceita isso, declara seu amor e comunica aos seus pais que se casará com Esmeralda assim que puder sustentá-la. Augusto, seu pai, finge estar de acordo com os planos de seu filho, entretanto, faz o possível para evitar a todo custo que consiga um emprego. Por sua parte, Lorena trata de despertar seu interesse por Mônica (Paloma Ruiz de Alda), uma jovem de boa posição social, a fim de que ele se esqueça da “Gata”.
Augusto convence Paulo de que deve fazer sua graduação no exterior, com o pretexto de que lá poderá encontrar trabalho mais facilmente e, assim, realizar seu desejo de se casar com Esmeralda. Paulo não imagina a intriga que está por trás desta proposta, e aceita; mesmo que esta decisão cause sofrimento em Esmeralda, ela se conforma, também confiando nos pais de Paulo.
Apesar de tudo, Esmeralda e Paulo lutam por sua felicidade e se casam às escondidas antes que que ele parta. Tempo depois, Esmeralda descobre que está grávida e, apesar de tentar se comunicar por todos os meios com Paulo, os pais dele e dona Rita evitam a todo custo que o casal volte a se encontrar. Augusto semeia dúvidas em Paulo sobre a reputação de Esmeralda, fazendo-o acreditar que ela o enganou e se envolveu com outro homem; enquanto isso, fazem com que Esmeralda acredite que foi abandonada por Paulo.
Esmeralda conta apenas com o apoio de “Jacira” (Leticia Perdigón), uma mulher que gosta dela e a protege dos maus-tratos e abusos de dona Rita; e também com o carinho incondicional de Perla (Erika Buenfil), uma mulher louca que chegou para morar no lixão, mas que imediatamente despertou por Esmeralda uma conexão muito especial. O que Esmeralda não imagina é que aquela louca, é sua mãe, Branca, que enlouqueceu quando sua filha desapareceu e seu marido, Fernando da Santa Cruz, foi acusado de matar um homem, sendo condenado uma sentença injusta por ter reagido em sua própria defesa. Na verdade, foi condenado pelas artimanhas ilícitas de seu advogado defensor e depois de ser levado à prisão, lhe fizeram acreditar que sua esposa e sua filha haviam morrido. A realidade é que Esmeralda foi roubada e entregue a dona Rita por ordens de Augusto, o mesmo homem que o enviou à prisão.
Chega o dia mais esperado e Esmeralda dá à luz os seus filhos gêmeos, mas nem imagina que a partir daí é que terá início o seu verdadeiro calvário. Dona Rita, que sempre busca seu próprio benefício, arranja o casamento de Esmeralda com Domênico “O italiano” (Carlos Bonavides), um homem do bairro, que ela considera rico, mas que não é nada mais além de um homem obcecado em comprar o amor de Esmeralda, que se verá obrigada a aceitar a proposta de casamento, já que seus filhos ficam gravemente doentes e é nele que ela encontra a única solução.
Por fim, o presente e o passado voltam a se unir. Fernando sai da prisão e jura se vingar daqueles que arruinaram sua vida. Paulo retorna do exterior disposto a se casar com Mônica, acreditando que Esmeralda o traiu. A vida de Esmeralda mudará radicalmente, porém, pelo amor que sente por Paulo, “A Gata” terá que se valer de seu temperamento forte e rebelde para lutar pelo que realmente ama, pois ela é mulher de um só amor.

## Elenco
| Intérprete                     | Personagem                                                         | Elenco de dublagem do Brasil                           |
| ------------------------------ | ------------------------------------------------------------------ | ------------------------------------------------------ |
| Maite Perroni                  | Esmeralda Cruz de Martínez-Negrete "A Gata" / Renata da Santa Cruz | Ana Lúcia Menezes                                      |
| Daniel Arenas                  | Paulo Martínez-Negrete Alcocer                                     | Raphael Rossatto                                       |
| Laura Zapata                   | Lorena Alcocer de Martínez-Negrete                                 | Marly Ribeiro                                          |
| Manuel Ojeda                   | Fernando da Santa Cruz "O Silencioso" / Abel Cruz                  | Paulo Bernardo                                         |
| Erika Buenfil                  | Branca Rafaela da Santa Cruz "Perla, a louca"                      | Marcia Coutinho                                        |
| Juan Verduzco                  | Augusto Martínez-Negrete                                           | Renato Rosenberg                                       |
| Monika Sánchez                 | Gisele Cienfuegos                                                  | Fernanda Baronne                                       |
| Leticia Perdigón               | Letícia Sánchez "Jacira"                                           | Christiane Louise                                      |
| Jorge Poza                     | Mariano Martínez-Negrete Alcocer                                   | Marcos Souza                                           |
| Mariluz Bermúdez               | Virgínia Martínez-Negrete Alcocer                                  | Flávia Saddy                                           |
| Pierre Louis                   | Carlos "Centavinho"                                                | Yuri Tupper                                            |
| Pilar Pellicer                 | Rita Perez de Oléa "Dona Rita"                                     | Marlene Costa                                          |
| Socorro Bonilla                | Mercedes Reis                                                      | Márcia Morelli                                         |
| Ianis Guerrero                 | Damião Reis                                                        | Fabrício Vila Verde                                    |
| Paloma Ruiz de Alda            | Mônica Elizalde Castanheda                                         | Patrícia Garcia                                        |
| Carlos Bonavides               | Domênico Almonte "O italiano"                                      | Márcio Simões                                          |
| Nicólas Buenfil                | Paulo "Paulinho" Martínez-Negrete da Santa Cruz                    | Rafael Mezadri                                         |
| Shaula Santinka                | Leticia Esmeralda Martínez-Negrete da Santa Cruz                   | Bia Menezes                                            |
| Alejandra Robles Gil           | Inês Oléa Peres                                                    | Marcela Duarte                                         |
| Marcelo Córdoba                | Xavier Penhuela                                                    | Gutemberg Barros                                       |
| Ricardo Baranda                | Vitor de la Fuente "Garibaldo"                                     | Duio Botta                                             |
| Ivana González                 | Virginia Martínez-Negrete (filha)                                  | Isabelle Cunha                                         |
| Alexis Daniel Rangel           | Carlos Horácio de la Fuente Oléa                                   | Enzo Dannemann                                         |
| Lupita Lara                    | Eugênia Castanheda de Elizalde                                     | Myriam Thereza                                         |
| Patricio Castillo              | Henrique                                                           | Reinaldo Pimenta                                       |
| Benjamín Rivero                | Jesus Oléa Perez "Bebeto" / João Garça                             | Marcelo Sandryni                                       |
| Juan Ángel Esparza             | Padre Rivas                                                        | Daniel Müller                                          |
| Claudio Báez                   | Ernesto Cantú                                                      | Mário Cardoso                                          |
| Jesús Carús                    | Billy                                                              | Rafael Schubert                                        |
| Jorge Alberto Bolaños          | Omar                                                               | Dário de Castro                                        |
| Luis Gatica                    | Fidel Gutiérrez                                                    | Bruno Rocha                                            |
| António Medellín               | Diretor do presídio                                                | Luiz Carlos Persy                                      |
| Teo Tapia                      | Roberto Elizalde                                                   | José Augusto Sendim                                    |
| Ricardo Franco Sierra          | Edgar Soares                                                       | ?                                                      |
| Emma Escalante                 | Victoria "Vicky" Suárez                                            | Mariana Torres                                         |
| Elizabeth Dupeyrón             | Carolina Cantú                                                     | Sheila Agued                                           |
| Sergio Acosta                  | Dr. Domingues                                                      | Malta Júnior                                           |
| Ruth Rosas                     | Dora                                                               | Inês Zava                                              |
| Laurinne Kuaka                 | Verônica                                                           | Tereza Filardy                                         |
| Óscar Ferretti                 | Lupe                                                               | Romeu D'Ângelo                                         |
| Anic Moss                      | Alice                                                              | Miriam Ficher                                          |
| Susana Lozano                  | Albertina                                                          | Mônica Magnani                                         |
| George Harrington Butts        | Harry                                                              | Thiago Fagundes                                        |
| Alma Beltrán                   | Maria                                                              | Guilene Conte                                          |
| Mauricio de Montellano         | Rey                                                                | Silvio Gonzalez                                        |
| Iván Peniche                   | Tony                                                               | Cadu Paschoal                                          |
| Isabel Martínez "La Tarabilla" | Micaela                                                            | Ângela Bonatti                                         |
| Héctor Cruz                    | Pedro León                                                         | Mário Cardoso                                          |
| Pietro Vannucci                | Manuel                                                             | Wesley Santana                                         |
| Joseba Iñaki                   | Dr. Guillén                                                        | Alfredo Martins (1ª e 3ª Voz)/Maurício Berger (2ª Voz) |
| Jorge Ortín                    | Dr. Osório                                                         | Bruno Linhares                                         |
| Rafael del Villar              | Basurto                                                            | Wesley Santana                                         |
| Arturo Borges                  | Cuco                                                               | Clécio Souto                                           |
| Jaime Puga                     | Casimiro                                                           |                                                        |
| Isadora González               | Sra. Reyes                                                         | Fabiana Aveiro                                         |
| Mario Sauret                   | Dr. Mendes                                                         | Hélio Ribeiro                                          |
| Julio Escalero                 | Morador do Lixão                                                   | ?                                                      |
| Eduardo Cáceres                | Juiz                                                               | José Augusto Sendim                                    |
| Rafael Amador                  | Juiz                                                               | Marco Moreira                                          |
| Norma Reyna                    | Prisioneira                                                        | Vânia Alexandre                                        |
| Mario Discua                   | Dr. Ferreira                                                       | José Santa Cruz                                        |
| Javier Ruán                    | Dr. Pinto                                                          | André Bellisar                                         |
| Patricia Maqueo                | Esmeralda Cruz "A Gata" / Renata da Santa Cruz (criança)           | Bia Menezes                                            |
| Archie Lafranco                | Dr. Nelson Cisneiros                                               | Hércules Franco                                        |
| José Eduardo Álvarez           | Paulo Martínez-Negrete (criança)                                   | André Luis Marcondes                                   |
| Christian Vega                 | Mariano Martínez-Negrete (criança)                                 | Pedro Kahn                                             |
| Ana Sophia Durand              | Virgínia Martínez-Negrete (criança)                                | Isabelle Cunha                                         |
| Karim                          | Carlos "Centavinho" (criança)                                      | ?                                                      |
| Nailea Guzmán                  | Inés Oléa Perez (criança)                                          | Jéssica Marina                                         |
| Mauro Navarro                  | Vitor de la Fuente "Garibaldo" (criança)                           | ?                                                      |
| Rogelio Hernández              | Damião Reis (criança)                                              | Fernanda Ribeiro                                       |

## Personagens
Esmeralda Cruz “A Gata”
Esmeralda tem um temperamento forte e rebelde. Desde pequena foi criada por Dona Rita, com quem vive em um lixão, e a obriga a pedir esmola para sobreviver. Ainda menina ela conhece Paulo que se transforma em seu melhor amigo apesar da diferença social que existe entre eles. Com o passar dos anos Esmeralda percebe que está apaixonada por Paulo e que é correspondida. Porém eles sabem que para defender esse amor terão que enfrentar o preconceito de Lorena, mãe do rapaz.
Paulo Martínez-Negrete
É filho de uma família de classe alta, mas é sensível ao sofrimento e às carências dos menos favorecidos. É um jovem sem objetivos definidos em relação ao seu futuro profissional. Apaixona-se por Esmeralda e decide se casar com ela. Porém, essa decisão desagrada sua mãe, que decide mandá-lo estudar no exterior. A viagem inesperada, as mentiras e todas as intrigas que fazem põe em risco seu relacionamento com Esmeralda.
Lorena Alcocer de Martínez-Negrete
Mulher madura de ideias fixas e radicais. Preconceituosa ao extremo, não se importa em humilhar as pessoas mais humildes. Para Lorena os pobres são a escória da sociedade. Para proteger suas ideias absurdas e antiquadas é capaz de provocar a infelicidade dos próprios filhos. Por isso, ao descobrir que seu filho Paulo está interessado em Esmeralda ela decide fazer de tudo para separá-los.
Augusto Martínez-Negrete
Advogado de prestígio, aparenta ser uma pessoa de princípios e de moral. Porém, vive amedrontado porque no passado mandou para a cadeia um homem inocente para se apoderar de sua fortuna. Faz com que seu filho, Paulo, acredite que ele aceita sua relação com Esmeralda, mas faz de tudo para mandá-lo estudar no exterior para separá-los.
Mariano Martínez-Negrete
Irmão de Paulo, mas de temperamento e princípios opostos, ele está decidido a trabalhar para que as influências de seu pai não o atrapalhem. Ao mesmo tempo, não está disposto a perder os privilégios que sua família lhe deu. Vê em seu irmão um rival, pois também está apaixonado por Esmeralda. Sem saber, se converte em um dos homens de confiança do “Silencioso”, o pai de Esmeralda.
Branca da Santa Cruz “A Louca”
Ao saber que seu marido foi condenado a muitos anos de prisão, cai em depressão profunda e, quase à beira da morte, é vítima do roubo de sua filha. Desde então, seu amor e sua razão adormecem dentro dela. Por um capricho do destino, depois de vagar durante anos pelas ruas da cidade, Branca chega ao lixão onde ela nem imagina que sua filha vive.
Fernando da Santa Cruz “O Silencioso”
Ao ser condenado injustamente, os anos de reclusão não só lhe tiraram sua liberdade, mas também a família que tanto amava. É um homem de bons sentimentos, mas a prisão o transformou numa pessoa dura, que não demonstra seus sentimentos a ninguém. Quando consegue sair da prisão seu único objetivo é se vingar das pessoas que transformaram sua vida em um inferno.
Leticia Sánchez
É uma mulher sensível, solidária e uma amiga incondicional. Apesar de viver sozinha, é uma pessoa alegre, sempre disposta a ajudar seu semelhante. Protege Esmeralda como se fosse sua filha. Trabalha em um cabaré para sobreviver.

## Produção
As gravações foram iniciadas em 14 de fevereiro de 2014 em um lixão real a céu aberto em Bordo de Xochiaca, na Cidade do México. Em um semáforo da importante avenida Paseo de la Reforma, que liga Toluca a Santa Fe, Maite estava gravando com o gato preto quando algumas crianças presentes no local atrapalharam, fazendo o gato fugir no meio da avenida. A cena seria finalizada em 20 minutos, mas depois do problema ela se estendeu por mais 20.
Na cidade de Taxco, Guerrero, foram feitas gravações em centros comerciais. Foram utilizadas câmeras no teleférico da cidade para conseguir cenas panorâmicas. Para uma cena em uma mina a 50 metros de profundidade, onde há um calor intenso, participaram os atores Daniel Arenas e Jorge Poza. Devido as condições do local, foram utilizadas câmeras portáteis, ventilação, iluminação e cabos adequados.

## Exibição

### No México
Foi reprisada pelo seu canal original de 6 de maio a 9 de agosto de 2019, em 70 capítulos, substituindo Porque el amor manda e sendo substituída por Amores verdaderos, às 14h30.

### No Brasil
Foi exibida no Brasil pelo SBT entre 15 de agosto de 2016 a 6 de fevereiro de 2017, em 126 capítulos, substituindo Meu Coração é Teu e sendo substituída por O Que a Vida Me Roubou. Antes de A Gata entrar no ar, o SBT já exibiu outras versões da mesma história: Rosa Selvagem em 1991 e A Fera em 1992; e em 2004, produziu sua própria versão: Seus Olhos. Em 1999, a Rede Bandeirantes exibiu Sombras do Passado. Em 2003, a RedeTV! exibiu Gata Selvagem.
Foi reprisada de 16 de outubro de 2023 a 15 de março de 2024, em 103 capítulos, reinaugurando a faixa das 16h15 e sendo transferida posteriormente para ás 16h30, se tornando a única reprise exibida na faixa, que viria a ser fechada com a reformulação da programação do SBT. Inicialmente, a novela foi cotada para substituir Rebelde na faixa das 14h15, que deixaria a grade do SBT após a primeira temporada devido aos baixos índices, fato este que não se confirmou, apesar da novela citada ter o final antecipado no dia 13 de outubro, com a faixa ocupada pelo Fofocalizando. Não foi ao ar nos dias 24 de outubro de 2023, 13 e 20 de fevereiro, 5 e 12 de março de 2024 por conta das transmissões dos jogos da Liga dos Campeões da UEFA e nos dias 25 de dezembro de 2023 e 1.° de janeiro de 2024 por conta da exibição do especial Feriadão SBT.

## Audiência

### No México
Estreou com uma média de 17.7 (18) pontos. Sua maior audiência é de 22.4 (22) pontos, alcançados nos dias 4 e 23 de junho de 2014. Seu último capítulo teve 20.9 (21) de rating. A trama foi um verdadeiro fenômeno, tendo média geral de 17.9 (18) pontos, a segunda maior audiência do horário, atrás apenas de Corazón indomable, que teve 21.6 (22) pontos.

### No Brasil
Exibição original
Seu primeiro capítulo exibido no dia 15 de agosto de 2016 marcou o índice de 10.8 (11) pontos ficando na vice-liderança isolada. Após o primeiro capítulo, seus maiores índices foram nos dias 8 de setembro quando marcou 10.1 (10) pontos e no dia 4 de outubro quando marcou 11 pontos de média e alcançou a vice-liderança em ambos os dias.
Seu menor índice foi registrado no dia 30 de dezembro de 2016 quando marcou apenas 4.7 (5) pontos, mas mesmo assim foi a telenovela mais assistida da faixa da tarde ultrapassando as novelas Lágrimas de Amor, Querida Inimiga e a sétima exibição de A Usurpadora.
Seu último capítulo registrou 6,8 (7) pontos, perdendo 37% do público e ficando em terceiro lugar, porém mesmo com a queda nos índices, a novela terminou com 8 pontos de média geral, um sucesso para a tarde.
Reprise
Reestreou com 2,2 pontos, 2,8 de pico e share de 5,3%, ficando em quarto lugar. O segundo capítulo registrou 2,3 pontos. O terceiro capítulo registrou 2,7 pontos. Em 25 de outubro bate seu primeiro recorde com 3,4 pontos. Em 20 de novembro bate seu segundo recorde com 3,5 pontos. Em 30 de novembro bate seu terceiro recorde com 4,6 pontos, chegando a assumir a vice-liderança em alguns minutos. O último capítulo registrou 3,3 pontos. Teve média geral de 3,1 pontos.

## Controvérsia
Em maio de 2014, a imprensa mexicana criticou a Televisa por usar um lixão real como cenário. Na época a concorrente da Televisa, a Azteca, exibia Avenida Brasil, da Rede Globo, que tinha um cenário falso produzido para retratar um lixão. Isto fez a imprensa mexicana dizer que a Rede Globo trata melhor seus funcionários. Maite Perroni confirmou que as condições de trabalho imposta pela Televisa não era confortáveis e chegou a passar mal nas gravações. Outras más condições de trabalho relacionadas a Televisa foram divulgadas por Thalía em seu livro Thalía, Cada día más fuerte em 2011, que descreveu o que ocorreu de 1995 a 1996 em Maria do Bairro.

## Exibição Internacional
| País                 | Emissora               | Título  |
| -------------------- | ---------------------- | ------- |
| México               | Canal de Las Estrellas | La Gata |
| Estados Unidos       | Univision              | La Gata |
| Colômbia             | RCN                    | La Gata |
| Sérvia               | PRVA                   | La Gata |
| Hungria              | TV2                    | La Gata |
| Polónia              | TV4                    | La Gata |
| Espanha              | Nova                   | La Gata |
| Paraguai             | Telefuturo             | La Gata |
| El Salvador          | VTV Canal 35           | La Gata |
| Guatemala            | Canal 7                | La Gata |
| Chile                | Mega                   | La Gata |
| Argentina            | Canal 9                | La Gata |
| Peru                 | América Televisión     | La Gata |
| Panamá               | Telemetro Canal 13     | La Gata |
| Equador              | Gama TV                | La Gata |
| República Dominicana | Telemicro              | La Gata |
| Uruguai              | Teledoce               | La Gata |
| Bolívia              | Red UNO                | La Gata |
| Filipinas            | GMA Network            | La Gata |
| Roménia              | Acasă TV               | La Gata |
| Brasil               | SBT                    | A Gata  |

## Prêmios e  Nomeações

### Prêmios TVyNovelas 2015[29]
| Categoria                 | Nomeado           | Resultado |
| ------------------------- | ----------------- | --------- |
| Melhor atriz protagonista | Maite Perroni     | Indicada  |
| Melhor ator protagonista  | Daniel Arenas     | Indicado  |
| Melhor ator co-estrelar   | Patricio Castillo | Indicado  |
| Melhor primeiro ator      | Manuel Ojeda      | Indicado  |

### PrêmiosPeople en Español2014[30]
| Categoria            | Nomeado                       | Resultado |
| -------------------- | ----------------------------- | --------- |
| Melhor Telenovela    | Nathalie Lartilleux           | Indicada  |
| Melhor Atriz         | Maite Perroni                 | Indicada  |
| Galanzaço do Ano     | Daniel Arenas                 | Indicado  |
| Melhor Química da TV | Maite Perroni & Daniel Arenas | Indicados |
| A Mala mais Mala     | Laura Zapata                  | Indicada  |